# Hydrotaea irritans
Hydrotaea irritans is een vliegensoort uit de familie van de echte vliegen (Muscidae). De wetenschappelijke naam van de soort werd als Musca irritans in 1823 gepubliceerd door Carl Fredrik Fallén.